# Вест-Мелборн (Флорида)
Вест-Мелборн (англ. West Melbourne) — місто (англ. city) в США, в окрузі Бревард штату Флорида. Населення — 25 924 особи (2020).

## Географія
Вест-Мелборн розташований за координатами 28°3′15″ пн. ш. 80°39′41″ зх. д. / 28.05417° пн. ш. 80.66139° зх. д. (28.054278, -80.661461).  За даними Бюро перепису населення США в 2010 році місто мало площу 26,47 км², з яких 26,42 км² — суходіл та 0,05 км² — водойми. В 2017 році площа становила 28,04 км², з яких 27,51 км² — суходіл та 0,53 км² — водойми. Розташоване на сході центральної частини штату. Висота над рівнем моря становить 9 метрів

## Демографія

### Перепис 2010
Згідно з переписом 2010 року, у місті мешкало 18 355 осіб у 7712 домогосподарствах у складі 4909 родин. Густота населення становила 693 особи/км².  Було 8881 помешкання (335/км²).
Расовий склад населення:
| - 85,5 % — білих - 5,0 % — азіатів - 4,9 % — чорних або афроамериканців - 0,3 % — корінних американців - 1,5 % — осіб інших рас |

До двох чи більше рас належало 2,8 %. Частка іспаномовних становила 9,0 % від усіх жителів.
За віковим діапазоном населення розподілялося таким чином: 20,9 % — особи молодші 18 років, 57,9 % — особи у віці 18—64 років, 21,2 % — особи у віці 65 років та старші. Медіана віку мешканця становила 42,9 року. На 100 осіб жіночої статі у місті припадало 90,9 чоловіків;  на 100 жінок у віці від 18 років та старших — 87,9 чоловіків також старших 18 років.
Середній дохід на одне домашнє господарство  становив 66 709 доларів США (медіана — 55 330), а середній дохід на одну сім'ю — 77 406 доларів (медіана — 71 513). Медіана доходів становила 43 670 доларів для чоловіків та 34 686 доларів для жінок. За межею бідності перебувало 9,4 % осіб, у тому числі 10,2 % дітей у віці до 18 років та 5,2 % осіб у віці 65 років та старших.
Цивільне працевлаштоване населення становило 8452 особи. Основні галузі зайнятості: освіта, охорона здоров'я та соціальна допомога — 20,8 %, виробництво — 14,0 %, науковці, спеціалісти, менеджери — 12,9 %.

### Перепис 2000
За даними на 2000 рік населення міста становило 9824 особи. Расовий склад: білі американці — 93,68%; афроамериканці — 1,4%; корінні американці — 0,13%; азіати — 2,08%; інші раси — 1,21%; представники двох і більше рас — 1,47%. На кожні 100 жінок припадає в середньому 85,5 чоловіків. Середній вік населення — 49 років.